# Alexander Island
För andra betydelser, se Alexander Island (olika betydelser).
Alexander Island, (Alexanderön), är den största ön i Antarktis, och ligger väster om den Antarktiska halvön, vid Bellingshausenhavet. Alexander Island är den näst största obebodda ön i världen efter Devonön (Tatlurutit) i Kanada.

## Historik
Ön upptäcktes av den ryska Antarktisexpeditionen 1819–1821 under ledning av Fabian von Bellingshausen, och namngavs efter Alexander I. Öns landskap är mycket kuperat och har toppar upp till 2 987 meter över havet.
Eftersom sundet mellan Alexander-ön och det antarktiska fastlandet är helt täckt av is, trodde man länge att ön var en del fastlandet. Först 1940 fann Finn Ronne och Carl Eklund från United States Antarctic Service att det rörde sig om en ö.

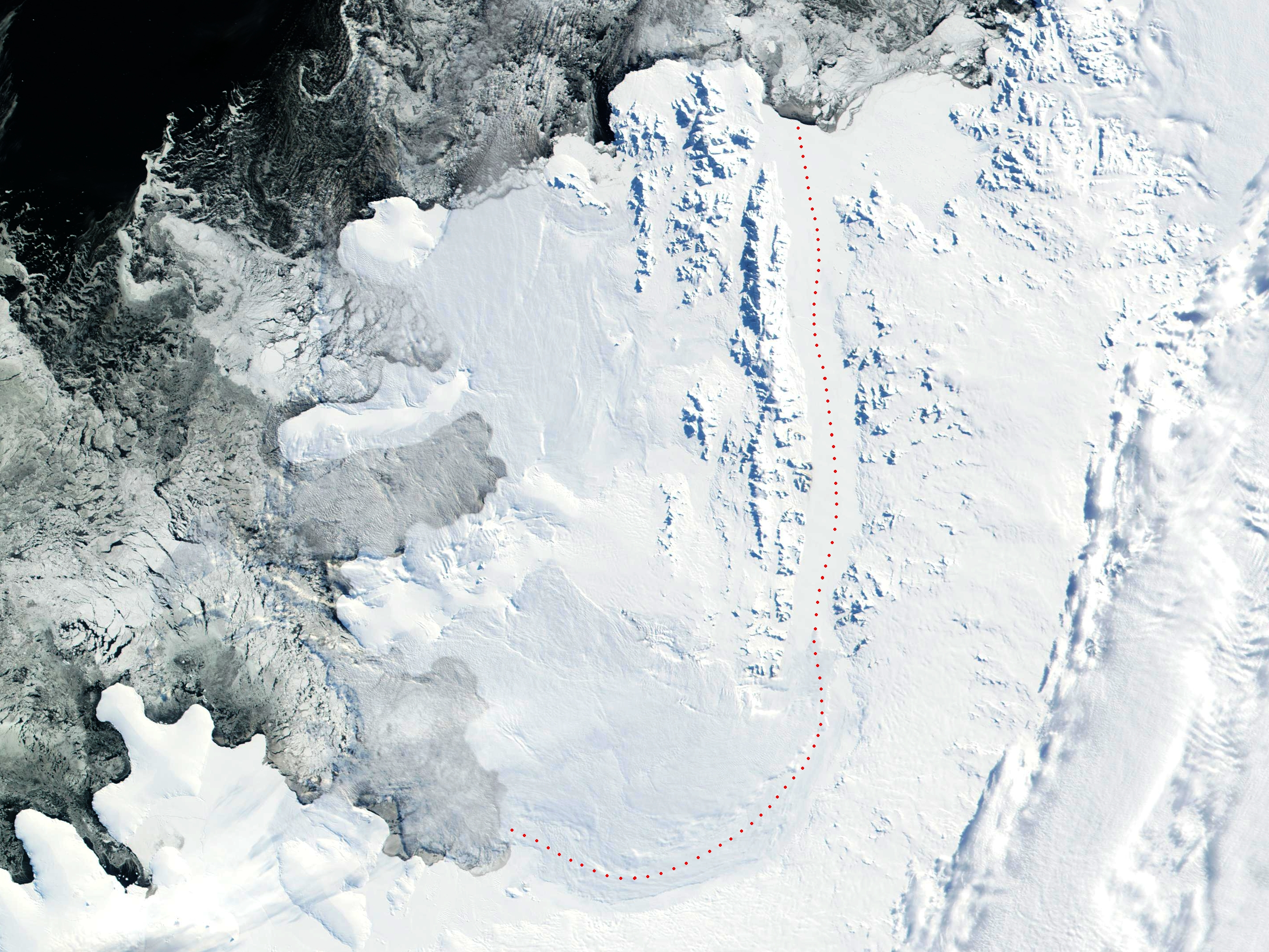
Alexander Island markerad på satellitfoto från NASA

Storbritannien gjorde 1908 anspråk på ön som del i Brittiska Antarktis. Anspråk har också gjorts av Chile (1940) och Argentina (1942). För närvarande har inget anspråk erkänts under Antarktisfördraget.
På 1950-talet upprättades en brittisk bas på ön, Fossil Bluff-stationen, eller Base KG. Den har bränsledepå och meteorologisk station.